# N’Garadougou
N’Garadougou es una localidad y comuna del círculo de Dioila, región de Kulikoró, Malí. Su población era de 12.797 habitantes en 2009.